# Scanner tridimensionnel
Un scanner tridimensionnel est un appareil de numérisation et d'acquisition 3D.
Un scanner tridimensionnel est un appareil qui analyse les objets ou leur environnement proche pour recueillir des informations précises sur la forme et éventuellement sur l'apparence (couleur, texture…) de ceux-ci. Les données ainsi collectées peuvent alors être utilisées pour construire des images de synthèse en trois dimensions (objets numériques) à des fins diverses. Ces appareils sont beaucoup utilisés par les industries du divertissement pour des films ou des jeux vidéo. Des images numériques en 3D d'objets scannés servent également à la conception industrielle, à la conception d'orthèses et de prothèses, à la rétro-ingénierie, pour le contrôle qualité (référentiel numérique) ou pour la documentation d'objets culturels.
Diverses techniques peuvent être utilisées dans la numérisation d'objet en image 3D ; chacune a ses limites, avantages et coûts. Certains types d'objets restent toutefois encore difficile à numériser : par exemple les appareils utilisant des techniques optiques rencontrent beaucoup de difficultés avec des objets brillants, miroitants ou transparents.
Il existe cependant des méthodes permettant de scanner les objets brillants, par exemple en les recouvrant d'une fine couche de poudre blanche qui permettra à plus de photons de se réfléchir et de parvenir à l'optique du scanner. Les scanners laser peuvent envoyer des trillions de photons vers un objet et en retour recevoir un petit pourcentage de ces photons par les optiques qu'ils utilisent. La réflectivité d'un objet dans le visible est basée sur la couleur de l'objet, c'est l'albédo.
Une surface blanche reflètera beaucoup de lumière en retour et une surface noire en réfléchira seulement une petite quantité. Les objets transparents comme le verre vont seulement réfracter de la lumière et donner de fausses informations sur les trois dimensions.

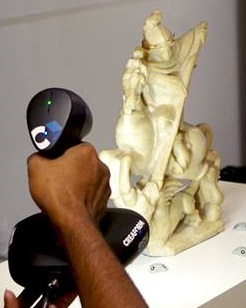
Scanner 3D sans contact

## Principe
Un scanner 3D mesure généralement le positionnement d'un échantillonnage de points dans un système de coordonnées - un nuage de points - de la surface d'un sujet pour ensuite en extrapoler la forme à partir de leur répartition : ce procédé est appelé une reconstruction 3D. Si la couleur de chacun des points est analysée, alors celle de la surface peut également être reconstituée.
Des analogies existent entre un appareil photo et un scanner 3D. Les deux ont un champ de vue et ne peuvent voir ce qui est masqué, les deux techniques étant optiques. Si le premier capture les couleurs des surfaces dans son champ l'autre mesure son positionnement relatif par rapport à un échantillon de points des surfaces.
L'image produite est basée sur une série de données composées des coordonnées positionnant chacun des points échantillonnés par rapport au scanner 3D. Si un système de coordonnées sphériques est utilisé et que le scanner en est l'origine, chaque point peut alors être identifié par des coordonnées (r, φ, θ). r représente la distance du scanner au point. φ et θ sont les angles formés entre la ligne allant de l'origine au point analysé à deux plans passant par l'origine, l'un horizontal et l'autre vertical. Ces coordonnées sphériques permettent de situer dans l'espace chacun des points par rapport au scanner, travail préalable et nécessaire à la modélisation numérique de l'image en trois dimensions de l'objet.
Généralement, les données (coordonnées des points) recueillies avec une seule passe ne sont pas suffisantes pour modéliser entièrement un sujet. Le travail doit être effectué de nombreuses fois, voir des centaines de fois, à partir de points de vue différents. Toutes les données recueillies doivent être réinterprétées et situées dans un système de coordonnées unique et regroupées. Le processus, utilisant les différentes mesures avant d'être réinterprétées jusqu'à la modélisation est connu sous le nom de (en) 3D scanning pipeline .

## Techniques de collecte de données
Les scanners 3D se divisent en deux familles : celles nécessitant un contact avec le sujet et les autres. Les sans-contacts peuvent également être subdivisées en deux principales catégories, les scanners actifs et passifs. Ils se déclinent eux-mêmes en de nombreuses sous-catégories en fonction de leur principe technique.

### Scanner avec contact
Les scanners 3D avec contact sondent le sujet grâce à un contact physique et ont une bonne précision. Cependant, leur usage ne peut être généralisé à tous les types de numérisation. En effet, leur principe même, basé sur un contact physique, peut détruire ou altérer des objets fragiles. Ils font courir un risque pour une utilisation sur des objets uniques ou de valeur comme des objets historiques. Un autre inconvénient de cette technique est sa relative lenteur par rapport aux autres méthodes. Le lent déplacement du bras sur lequel le palpeur est monté fait que les mesures sont réalisées à une faible fréquence, à quelque 0,1 kilohertz. Par comparaison, un système utilisant un scanner optique effectue ses mesures entre 10 et 500 kilohertz. Ce type de scanner est utilisé dans l'industrie pour sa précision. Dans l'industrie mécanique, par exemple, les machines à mesurer tridimensionnelles. Un autre exemple, dans l'industrie d'animation cinématographique, des modèles sculptés dans de la terre glaise sont ensuite numérisés en trois dimensions.

### Scanner sans contact actif
Les scanners actifs émettent un rayonnement et détectent sa réflexion afin de sonder un objet ou un environnement. Différents types de source de rayonnement sont utilisés : lumière, ultrason ou  rayon X.

#### Scanner par temps de vol

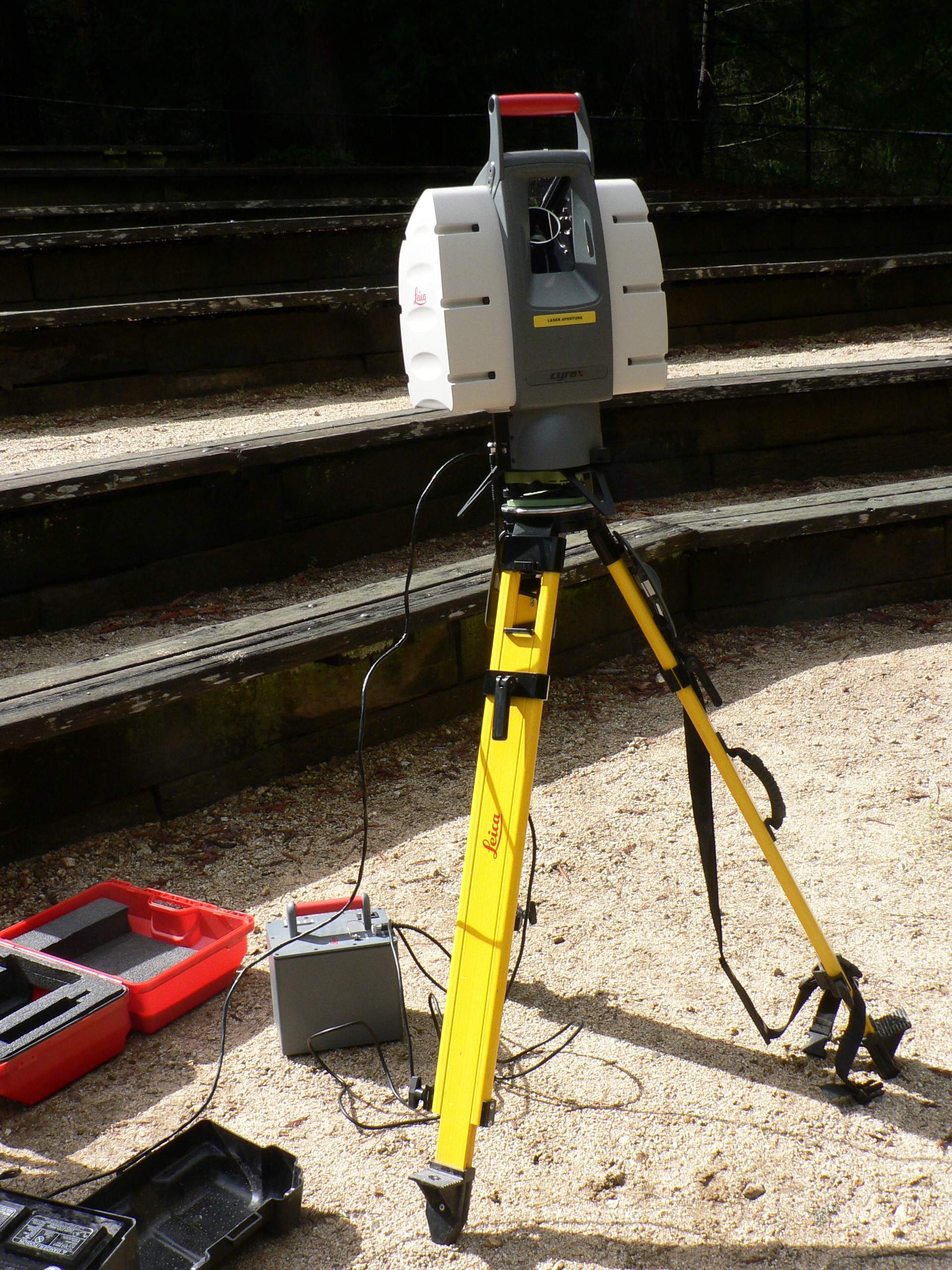
Ce scanner Lidar peut être utilisé pour scanner des bâtiments, des formations géologiques, etc. afin de produire une modélisation en trois dimensions. Son rayon est orientable sur un très large horizon : grâce à la rotation horizontale de sa tête, un miroir le dirige verticalement. Le rayon laser sert à mesurer la distance avec le premier objet coupant le faisceau.

Le scanner 3D Lidar est un appareil actif qui utilise un faisceau laser pour sonder le sujet. Au cœur de ce type de scanner se trouve un télémètre laser permettant de calculer la distance avec la surface de l'objet étudié en comptant le temps nécessaire au trajet aller-retour de l'impulsion du faisceau laser réfléchi. Puisque la vitesse de la lumière {\displaystyle c} est connue, le temps de retour permet de déterminer la distance parcourue par la lumière, qui est deux fois la distance entre le scanner et la surface. Si {\displaystyle t} est le temps de retour, alors la distance est égale à {\displaystyle (c\cdot t)/2}. Évidemment, l'exactitude du scanner par temps de vol dépend de la précision de la mesure du temps de retour {\displaystyle t}, sachant que 3,3 picosecondes est approximativement le temps pris par la lumière pour parcourir un millimètre.
Le télémètre laser détecte seulement un point à la fois dans la direction sur laquelle il est pointé. Pour cela, l'appareil scanne la totalité de son champ de vision point par point et doit changer sa direction de vue à chaque mesure. Elle peut être changée par la rotation de l'appareil lui-même ou par l'utilisation d'un système de miroirs rotatifs. Cette dernière méthode est la plus couramment utilisée parce que les miroirs sont plus légers et peuvent changer de direction plus rapidement avec une plus grande précision. Les scanners 3D par temps de vol peuvent mesurer la distance de 10 000 à 100 000 points par seconde.

#### Scanner par décalage de phase
Une autre technique utilisée par les scanners laser pour mesurer des distances est la « mesure de décalage de phase ». Le scanner émet un rayon laser qui, au contact de l'objet, est réfléchi vers le scanner laser. La longueur d’onde d'émission du laser varie selon le fournisseur. Le miroir du scanner renvoie le rayon laser à la verticale vers le même objet. L’angle vertical est codé en même temps que la mesure de distance.
Le scanner laser pivote à 360° sur lui-même à l’horizontale. L'angle horizontal est calculé simultanément avec la mesure de la distance. La distance ainsi que l'angle vertical et horizontal donnent une coordonnée polaire (δ, α, β) qui est convertie en coordonnée cartésienne (x, y, z). Certains scanners laser utilisent la technique de mesure du décalage de phase pour mesurer la distance par rapport à une surface. L’appareil projette un rayon laser infrarouge qui revient au scanner par réflexion. Celui-ci calcule la distance au millimètre près en analysant le décalage de phase entre le rayon émis et le rayon reçu. Le rayon laser d’une onde sinusoïdale connue est diffusé par une source laser. Il s’agit de la « lumière émise ». Une partie du rayon laser est réfléchie depuis la cible vers la source. On parle alors de « lumière retour ». La phase de cette « lumière retour » est comparée à celle de la lumière émise connue pour déterminer l’« historique de la lumière émise ». La différence entre les deux pics est appelée « décalage de phase ». Le décalage de phase obtenu correspond à 2π x le temps de vol x la fréquence de modulation.
Les scanners à décalage de phase sont généralement plus rapides et plus précis que les scanners laser 3D à temps de vol, mais ils ont une portée plus réduite.

#### Scanner par triangulation

Principe d'un détecteur utilisant la triangulation laser. Deux positions de l'objet sont montrées.

Le scanner laser par triangulation est un scanner actif qui utilise également la lumière laser pour sonder son environnement. Il pointe sur le sujet avec un faisceau comme pour celui par temps de vol et utilise un appareil photo pour situer le point. En fonction de la distance à la surface, le point apparaît à un endroit différent dans le champ de vision de l'appareil. Cette technique est appelée triangulation parce que le point laser, l'appareil photo et l'émetteur laser forment un triangle. La longueur d'un côté du triangle, la distance entre l'appareil photo et l'émetteur laser est connue. L'angle du côté de l'émetteur laser est également connu. L'angle du côté de l'appareil photo peut être déterminé en regardant l'emplacement du point laser dans le champ de vision de l'appareil photo. Ces trois données déterminent la forme et les dimensions du triangle et donnent la position du point laser. Dans la plupart des cas, une bande laser, plutôt qu'un point, balaie l'objet pour accélérer le processus d'acquisition. Le Conseil national de recherches Canada a été parmi les premiers instituts à développer une technique de scanner basée sur la triangulation en 1978.